# 盛岡藩郷村仮名付帳
盛岡藩郷村仮名付帳（もりおかはんごうそんかなつけちょう）は、幕命により盛岡藩が作成した町村名簿。

## 概要
享和 3年（1803年）幕府への書上であり、本村をはじめ、枝村までも網羅された町村名に読み仮名がふってある町村名簿のようなもので、また、領内の主要代官所なども記載されている。